# 拉卡伊區
拉卡伊區是非洲中部國家烏干達的111個區之一，由中部區負責管轄，首府是拉卡伊，距離馬薩卡約65公里。该区与坦桑尼亚接壤。2009年人口估計為466,300。

## 外部連結
- Ugandans fight Aids depression （页面存档备份，存于）, BBC, 29 June 2004
- Rakai District Information Portal
- Hospitals in Rakai District （页面存档备份，存于）

00°43′S 31°24′E / 0.717°S 31.400°E